# Big Rock Pow Wow
Big Rock Pow Wow war ein Rockfestival, das vom 23. bis zum 25. Mai 1969 im Hollywood Seminole Indianerreservat in Hollywood (Florida) stattfand.
Grateful Dead, Headliner am 23. und 24. Mai, nahmen ihren Auftritt komplett auf. Die Aufnahmen wurden erst 2010 als Road Trips Volume 4 Number 1 auf 3 CDs veröffentlicht.
Zu den weiteren Musikern und Bands des Festivals zählten Johnny Winter, Sweetwater, Joe South, Aum, NRBQ, Rhinoceros, Muddy Waters und The Youngbloods. Timothy Leary hielt eine Rede von der Bühne aus.